# Nod
Nod ist ein in der Genesis (Gen 4,16 ) erwähntes Land „östlich von Eden“.
Nachdem Kain seinen Bruder Abel aus Neid erschlagen hatte, wurde er von Gott verstoßen, jedoch als Schutz vor Blutrache mit dem Kainsmal versehen. Er ging in das Land Nod, wo er mit seiner Ehefrau eine Familie gründete, die zahlreiche Nachkommen hervorbrachte.
Das Wort Nod leitet sich vermutlich vom hebräischen Wort nad ab, das „ruhelos“ bzw. „umherwandern“ bedeutet. Dessen Partizip wird in Gen 4,14  verwendet, wo sich Kain beklagt, dass er nun „vagabundierend“ herumziehen müsse.
In der jüdischen Tradition wird ’ereṣ-nôḏ daher als das „Land des Wanderns“ verstanden; ähnlich übersetzt auch die Vulgata.